# Satubinha
Satubinha är en kommun i Brasilien.   Den ligger i delstaten Maranhão, i den nordöstra delen av landet, 1 400 km norr om huvudstaden Brasília. Antalet invånare är 11 987. Arean är 605 kvadratkilometer.
Terrängen i Satubinha är platt.
Omgivningarna runt Satubinha är huvudsakligen savann. Runt Satubinha är det ganska glesbefolkat, med 22 invånare per kvadratkilometer.